# Julien Offray de La Mettrie
Julien Offray de La Mettrie, francoski zdravnik in filozof, * 25. december 1709, Saint-Malo, Bretanija, Francija, † 11. november 1751, Berlin, Prusija.  
La Mettrie velja za enega najpomembnejših predstavnikov materializma v francoskem razsvetljenstvu. Njegovo najvplivnejše delo je Človek-stroj (L'homme machine), v katerem zavrne kartezijanski dualizem substanc (telesa in duha) zreducira človekovega duha oziroma dušo na materialen del možganov. La Mettriejev materialistični monizem je tesno povezan z njegovo medicinsko izobrazbo in delom, ki ga je opravljal kot zdravnik.  

## Življenje
Rojen je bil v premožni družini meščanskih trgovcev s tekstilom. Najprej je želel študirati teologijo, vendar se je njegov interes kmalu preusmeril v zanimanje za filozofijo in naravoslovne znanosti. Po končanju študija na kolegiju d'Harcourt ga je družinski prijatelj in kasnejši akademik François-Joseph Hunauld spodbudil v študij medicine.
Po petih letih študija se je odločil za izpopolnjevanje medicinske prakse pri slovitem nizozemskem zdravniku Hermanu Boerhaaveju  v mestu Leiden. Njegovo izpopolnjevnje je bilo kratko, toda začasen umik iz francoskih učilišč, kjer je prevladoval vpliv kartezijanstva, na Nizozemsko, ga je odtrgal vplivu filozofske spekluacije na razumevanje anatomije človeškega telesa. Po vrnitvi v domači kraj je prevajal Boerhaavejeva medicinska dela, vmes se je leta 1739 poročil in tri leta kasneje z družino odpotoval v Pariz, kjer je dobil službo zdravnika v enem od regimentov Francoske Garde in se udeležil nekaterih bitk v vojni za avstrijsko nasledstvo. Kadar ni bilo spopadov, je večinoma časa prebil v Parizu, kjer se je družil z intelektualci med drugimi z matematikoma Maupertiusom in markizo du Châtelet. Izguba pokrovitelja in zaščitnika vojvode Garmontskega v eni od bitk ga je zelo pretresla. 
V Parizu je leta 1745 objavil svoje prvo delo »Naravna zgodovina duše« (Histoire naturelle de l'âme), v kateri je izhajal iz materializma delovanja telesnih stanj, ki pogojujejo človekovo duševnost. Pri vročinski bolezni, ki jo je tisto leto prebolel, je postal pozoren na povezavo in pogojenost med telesnim in duševnim stanjem. Duševnost je za razliko od takrat prevladujočih kartezijancev, ki so zagovarjali samobitnost tako telesa kot duše, podrejal fiziologiji telesa. Zaradi objave tega dela je bil izločen iz pariške znanstvene skupnosti, ki je njegovo delo interpretirala v teološkem smislu in v njem odkrivala razne herezije avtorja. Vrhu tega je izgubil še službo zdravnika in se bil zato primoran umakniti v izgnanstvo v Leiden na Nizozemsko. Zaradi nestalnega življenja je trpelo tudi njegovo družinsko življenje.

## »Človek-stroj«(L'homme machine)
Na Nizozemskem je leta 1748 končal svoje najpomembnejše delo »Človek-stroj«, v katerem je človekovo fiziologijo vključno z njegovo duševnostjo interpretiral v strogo materialističnem smislu. Filozofsko je razširil Descartesovo razumevanje telesa kot stroja s tem, da je v korist monizma telesne substance zanikal Descartesovo dimenzijo duhovne substance in s tem vzpostavil prvenstvo v proučevanju človekovega telesa kot anatomsko-fizikalnega dejstva pred dušo, ki je pogojena s fiziološkimi procesi. Duša je po La Mettrieju zgolj občutljiv del možganov, ne pa substancialna resničnost po sebi.
Objava dela Človek-stroj je poleg objav še nekaterih polemičnih satir, v katerih je smešil zastarele zdravniške prakse njegovih sodobnikov, je tudi v sicer tolerantni Nizozemski povzročila burne odzive in La Mettrie je moral še drugič v izgnanstvo. Zatočišče mu je ponudil razsvetljeni absolutistični pruski kralj Friderik II., ki je dajal zatočišče mnogim preganjanim mislecem širom Evrope. Odnos med njima je bil precej vzpodbuden in prijateljski. La Mettrie je bil sprejet v Prusko akademijo znanosti in s tem je prejel doživljenjsko rento. Ponovno je pozornost preusmeril od filozofije nazaj k raziskovanju bolezni v zdravniški praksi in napisal razpravi o griži in o astmi. Leta 1751 se je po šele treh letih bivanja v Berlinu pri neki jedi zastrupil, hudo zbolel in umrl. Glavni vir za obnovo njegovega življenja predstavlja nagrobni govor Friderika II..

## Vplivi
Po smrti je v okviru francoskega razsvetljenstva večinoma ostajal pozabljen in potisnjen na obrobje zagovornika hedonizma, ki ga je zagovarjal v poznem delu »Razprava o sreči« (Discours sur le bonheur, 1748). Izjema je mogoče francoski razsvetljenjski materialist Cabanis, ki z La Mettriejem kaže mnoge vzoprednice v materialistično filozofskih izhodiščih. Zanimanje zanj se je v okviru širšega zanimanja za zgodovino materializma ponovno prebudilo šele z izidom dela nemškega novokantovskega filozofa Friedricha Alberta Langeja »Zgodovina materializma«, ki je izšlo leta 1866. Kasneje je bil rehabilitiran še znotraj marksizma.

## Vir
- Nagrobni govor za La Mettriejem, avtor Friderik II. Pruski (angleško)